# Prince of Persia: Warrior Within
Prince of Persia: Warrior Within este al doilea joc din triologia Prince of Persia. Celelalte sunt Prince of Persia: The Sands of Time, Prince of Persia: The Forgotten Sands, Prince of Persia: The Two Thrones și Prince of Persia 4.
Prince of Persia "Warrior Within" a fost creat de Ubisoft Montreal, Pipworks Software și a fost publicat pe 2 decembrie 2004 pentru Xbox, Play Station2, GameCub și Microsoft Windows. Jocul continuǎ povestea din Sands of Time și are mai multe opțiuni de luptă. Aici Printul are abilitatea de a lua doua arme și poate sǎ le arunce. Deși Printul nu are pumnalul timpului are abilitatea de a intoarce timpul, a-l opri și a-l încetini. În acest joc, Prințul este mai întunecat și are o dorință mai mare de a se răzbuna decât în primul joc. Totodată este și mai violent decât anteriorul. 